# Авель (Поплавский)
Архиепи́скоп А́вель (пол. Arcybiskup Abel, в миру Анджей Поплавский, Андрей Константинович Поплавский, пол. Andrzej Popławski; 8 апреля 1958, Нарев) — иерарх Польской православной церкви, c 1989 года епископ Люблинский и Холмский. C 2001 года — архиепископ.

## Биография
Родился 8 апреля 1958 году в Нареве, Польша.
C 1972 по 1978 годы учился в гимназии в Варшаве. В 1980 году окончил Варшавскую православную семинарию. Выпускник Варшавской Богословской Академии. 27 февраля 1989 г. присвоена ученая степень магистра богословия.
15 февраля 1979 года рукоположён во диакона.
30 ноября 1980 года рукоположён во священника.
27 февраля 1981 года был пострижен в монашество с наречением имени Авель.
С 1982 проходил своё служение в Команьчы, а с 1984 года назначен игуменом Яблочинского Свято-Онуфриевского монастыря.
7 января 1989 года возведён в сан архимандрита.

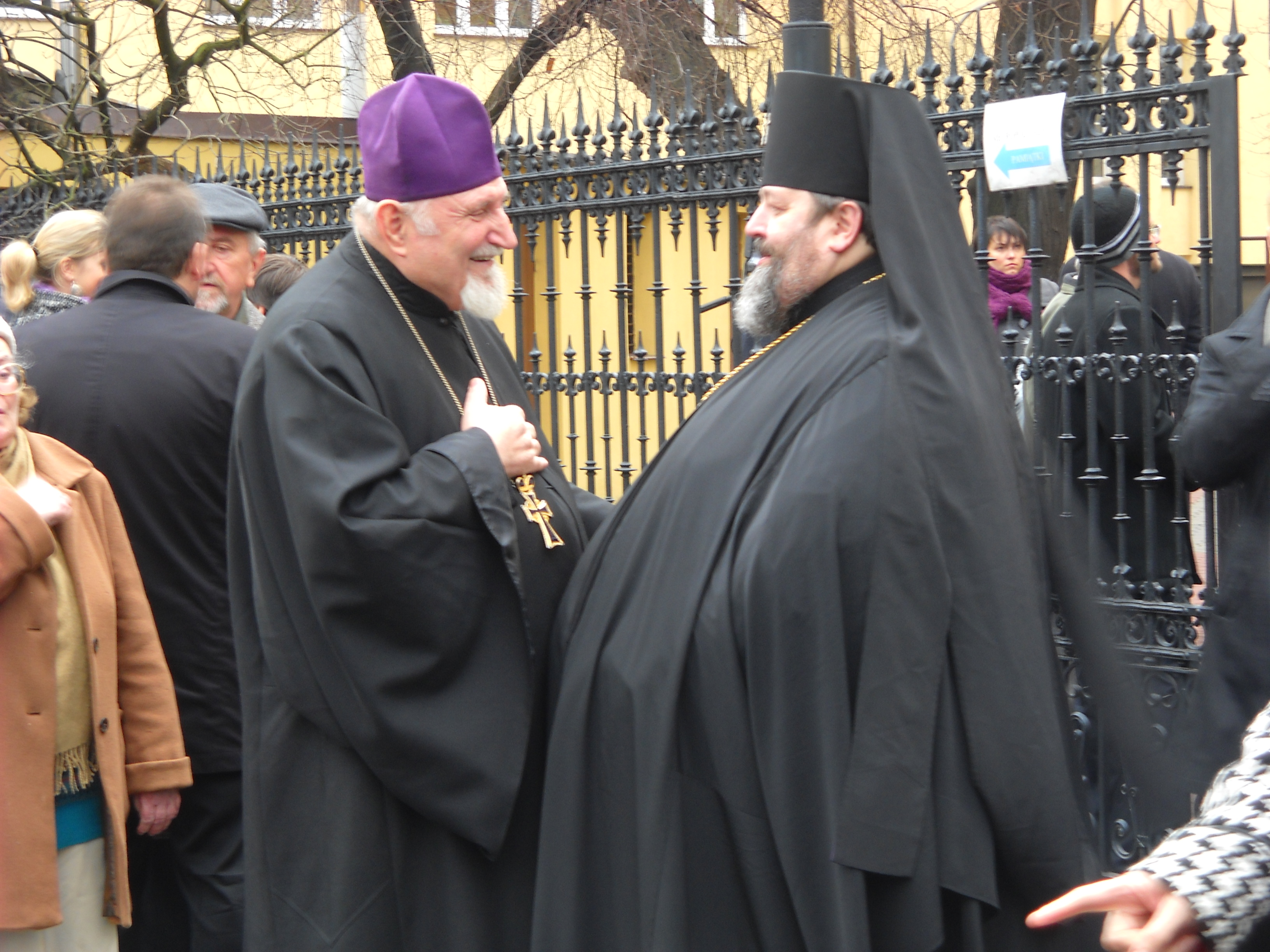

25 марта 1989 года рукоположён во епископа и назначен на новооткрытую Люблинско-Холмскую епархию.
В 1989—1992 годах — ректор Высшей православной духовной семинарии в Яблечном.
По его инициативе в 1991 году была организована Церковная комиссия по изучению истории Православия и украинской культуры на Холмщине и в 1994 году создан Музей православной Люблинской епархии.
15 сентября 2001 года представлял Польскую православную церковь на интронизации Патриарха Иерусалимского Иринея в храме Воскресения Христова в Иерусалиме.
В 2001 году возведён в сан архиепископа.
За годы архиерейского служения епископ Авель многое сделал для восстановления церковной жизни в юго-восточных областях Польши, откуда православное население было почти полностью депортировано в первые послевоенные годы. За годы его служения в Люблинско-Холмской епархии число действующих православных храмов удвоилось, а также были основаны два православных монастыря: женский монастырь в Турковицах а также мужской в Костомлотах.
С декабря 2007 года — член клуба Ротари Интернешнл.
17 февраля 2013 года присутствовал на торжествах по случаю интронизации Антиохийского Патриарха Иоанна X.

## Награды
- Золотой Крест Заслуги (2003 год)[3].
- Серебряная медаль «За заслуги в культуре Gloria Artis» (2007 год)[4].
- Орден «За заслуги» III степени (25 июля 2008 года, Украина) — за многолетнюю плодотворную церковную деятельность на территории православия и по случаю 1020-летия крещения Киевской Руси[5].